# Anton Yelchin
Anton Viktorovich Yelchin, all'anagrafe russa Anton Viktorovič El'čin (in russo: Анто́н Ви́кторович Е́льчин, AFI: [ɐnˈton ˈvʲiktərovʲɪtɕ ˈjelʲtɕɪn]; Leningrado, 11 marzo 1989 – Los Angeles, 19 giugno 2016), è stato un attore russo naturalizzato statunitense, noto per aver interpretato Pavel Chekov nella Kelvin Timeline del franchise di fantascienza Star Trek.

## Biografia
Yelchin nacque a San Pietroburgo (all'epoca denominata Leningrado), nell'allora Russia sovietica, l'11 marzo del 1989 in una famiglia ebraica, figlio di Viktor Arkad'evič El'čin e di Irina Grigor'evna Korina, ambedue pattinatori di figura rappresentanti l'URSS, che, nel dicembre del 1989, si stabilirono negli Stati Uniti con lo status di rifugiati. Cresciuto quindi a Los Angeles, in California, dove era giunto con la famiglia prima di compiere un anno, studiò a Tarzana e, nel 2007, si iscrisse alla University of Southern California per studiare cinema.
All'età di nove anni ottiene il suo primo ruolo in un film indipendente. Successivamente recita una piccola parte in A Time for Dancing, mentre nel 2001 ricopre un ruolo minore in 15 minuti - Follia omicida a New York, con Robert De Niro e Edward Burns. Sempre nel 2001 lavora al fianco di Morgan Freeman in Nella morsa del ragno e con Anthony Hopkins in Cuori in Atlantide. Per quest'ultimo film ha ricevuto critiche lusinghiere e ha ottenuto uno Young Artist Award. In seguito lavora in alcune serie televisive, come Taken e Huff, con Hank Azaria. Nel 2006 fa parte del cast del film di Nick Cassavetes Alpha Dog, mentre nel 2007 è il protagonista di una commedia sui problemi adolescenziali, Charlie Bartlett, in cui collabora con l'attore Robert Downey Jr..
Nel 2009 viene scritturato in due film importanti: interpreta, infatti, il ruolo di Pavel Chekov nell'undicesimo film del franchise di fantascienza Star Trek, prodotto e diretto da J. J. Abrams, e il ruolo di Kyle Reese in Terminator Salvation di McG. In seguito presta la voce al personaggio di Tontolone nel film in tecnica mista dedicato ai Puffi, e intitolato per l'appunto I Puffi, uscito nel 2011. Successivamente riprende il ruolo di Pavel Chekov in Into Darkness - Star Trek (2013) e Star Trek Beyond (2016).
Il corpo senza vita di Yelchin è stato trovato la mattina del 19 giugno 2016, incastrato tra la sua automobile e una cassetta della posta in mattoni, all'esterno del cancello della sua villa, nella San Fernando Valley. La strada di accesso alla villa è in forte pendenza, e al momento del ritrovamento il motore dell'auto era ancora acceso e il cambio in folle. È sepolto all'Hollywood Forever Cemetery di Los Angeles.
Gli ultimi film in cui ha recitato, ovvero: Star Trek Beyond, Porto, Amiche di sangue, Rememory, We Don't Belong Here e Dark, sono usciti postumi.

## Causa giudiziaria
Fiat Chrysler Automobiles (FCA), il costruttore della Grand Cherokee, era a conoscenza del fatto che i modelli 2014 e 2015 avevano un alto tasso di incidenti dovuti al design della leva del cambio; quest'ultima rendeva difficile per il guidatore capire se fosse ingranata la marcia o la folle. FCA aveva già richiamato quei modelli nell'aprile 2016, ma la patch software non raggiunse tutti i concessionari fino alla settimana della morte di Yelchin. A seguito della sua morte, FCA ha accelerato la campagna di richiamo ed ha fatto in modo che i modelli in questione venissero riparati più in fretta di quanto originariamente pianificato.
Il 1º agosto 2016, i genitori dell'attore hanno mosso denuncia verso il gruppo FCA e l'azienda ZF, poiché si ritiene che, per un difetto di produzione, il veicolo lo abbia schiacciato nonostante il cambio automatico fosse in posizione di parcheggio.
Il 22 marzo 2018 è stato annunciato che la famiglia di Yelchin e Fiat Chrysler hanno raggiunto un accordo extra giudiziale.

## Filmografia

### Attore

#### Cinema
- A Man Is Mostly Water, regia di Fred Parnes (2000)
- Guardo, ci penso e nasco (Delivering Milo), regia di Nick Castle (2001)
- 15 minuti - Follia omicida a New York (15 minutes), regia di John Herzfeld (2001)
- Nella morsa del ragno - Along Came a Spider (Along Came a Spider), regia di Lee Tamahori (2001)
- Cuori in Atlantide (Hearts in Atlantis), regia di Scott Hicks (2001)
- A Time for Dancing, regia di Peter Gilbert (2002)
- Rooftop Kisses, regia di Andrew Bernstein - cortometraggio (2002)
- House of D - Il mio amico speciale (House of D), regia di David Duchovny (2004)
- Gioventù violata (Fierce People), regia di Griffin Dunne (2005)
- Alpha Dog, regia di Nick Cassavetes (2006)
- Charlie Bartlett, regia di Jon Poll (2007)
- New York, I Love You, regia di Brett Ratner, episodio Brett Ratner (2009)
- Middle of Nowhere, regia di John Stockwell (2008)
- Star Trek, regia di J. J. Abrams (2009)
- Terminator Salvation, regia di McG (2009)
- Memoirs of a Teenage Amnesiac, regia di Hans Canosa (2010)
- Like Crazy, regia di Drake Doremus (2011)
- You and I, regia di Roland Joffé (2011)
- Mr. Beaver (The Beaver), regia di Jodie Foster (2011)
- Fright Night - Il vampiro della porta accanto (Fright Night), regia di Craig Gillespie (2011)
- Il luogo delle ombre (Odd Thomas), regia di Stephen Sommers (2013)
- Into Darkness - Star Trek (Star Trek Into Darkness), regia di J. J. Abrams (2013)
- Solo gli amanti sopravvivono (Only Lovers Left Alive), regia di Jim Jarmusch (2013)
- Ti lascio la mia canzone (Rudderless), regia di William H. Macy (2014)
- Automobile Waltz, regia di Hala Matar - cortometraggio (2014)
- Dalle 5 alle 7 - Due ore per l'amore (5 to 7), regia di Victor Levin (2014)
- The Apprentice, regia di Steve Baker e Damon Escott – cortometraggio (2014)
- Cymbeline, regia di Michael Almereyda (2014)
- Sotterrando la mia ex (Burying the Ex), regia di Joe Dante (2014)
- Il nemico invisibile (Dying of the Light), regia di Paul Schrader (2014)
- Experimenter, regia di Michael Almereyda (2015)
- Kiss Kiss Fingerbang, regia di Gillian Wallace Horvat – cortometraggio (2015)
- Ombre dal passato (Broken Horses), regia di Vidhu Vinod Chopra (2015)
- Niente cambia, tutto cambia (The Driftless Area), regia di Zachary Sluser (2015)
- Green Room, regia di Jeremy Saulnier (2015)
- Court of Conscience, regia di James Haven – cortometraggio (2015)
- Rise, regia di David Karlak – cortometraggio (2016)
- Star Trek Beyond, regia di Justin Lin (2016)
- Porto, regia di Gabe Klinger (2016)
- Amiche di sangue (Thoroughbreds), regia di Cory Finley (2017)
- Rememory, regia di Mark Palansky (2017)
- We Don't Belong Here, regia di Peer Pedersen (2017)
- Dark, regia di Paul Schrader (2017)

#### Televisione
- E.R. - Medici in prima linea (ER) – serie TV, episodio 6x13 (2000)
- The Wonderful World of Disney – serie TV, episodio 2x12 (2000)
- Giudice Amy (Judging Amy) – serie TV, episodio 3x18 (2002)
- Taken – serie TV, episodio 1x02-1x03 (2002)
- The Practice - Professione avvocati (The Practice) – serie TV, episodi 7x07-7x09 (2002)
- Senza traccia (Without a Trace) – serie TV, episodio 2x01 (2003)
- Curb Your Enthusiasm – serie TV, episodio 4x03 (2004)
- Jack, regia di Lee Rose – film TV (2004)
- NYPD - New York Police Department (NYPD Blue) – serie TV, episodio 11x13 (2004)
- Huff – serie TV, 26 episodi (2004-2006)
- Law & Order: Criminal Intent – serie TV, episodio 6x02 (2006)
- Criminal Minds – serie TV, episodio 2x11 (2006)
- Starz on the Set: A Look Behind the Smurfs 3D, regia di Greg Socher – cortometraggio TV (2011)

#### Videoclip
- Broken Bells Holding on for Life, regia di Jacob Gentry (2013)
- Broken Bells After the Disco, regia di Jacob Gentry (2013)

### Doppiatore

#### Cinema
- La collina dei papaveri (Kokuriko-zaka kara), regia di Gorô Miyazaki (2011) – Shun Kazama
- I Puffi (The Smurfs), regia di Raja Gosnell (2011) – Tontolone
- I Puffi - A Christmas Carol (The Smurfs: A Christmas Carol), regia di Troy Quane – cortometraggio (2011) – Tontolone
- Pirati! Briganti da strapazzo (The Pirates! Band of Misfits), regia di Peter Lord e Jeff Newitt (2012) – Pirata albino
- I Puffi 2 (The Smurfs 2), regia di Raja Gosnell (2013) – Tontolone
- I Puffi - La leggenda di Puffy Hollow (The Smurfs: The Legend of Smurfy Hollow), regia di Stephan Franck – cortometraggio (2013) - Tontolone

#### Televisione
- Giudice Amy (Judging Amy) – serie TV, episodio 3x18 (2002) - Davis Bishop
- The Life & Times of Tim – serie TV, episodio 3x03 (2011) - Trent
- SuperMansion – serie TV, episodi 1x09-2x11 (2015-2016)
- Trollhunters - I racconti di Arcadia (Trollhunters) – serie animata, 52 episodi (2016-2018)

#### Videogiochi
- Star Trek (2013) – Pavel Chekov
- The Smurfs 2 (2013) – Tontolone

## Riconoscimenti (parziale)
Young Artist Award
- 2002 - Giovane attore protagonista per Cuori in Atlantide

Chicago International Film Festival
- 2014 - Miglior attore per Rudderless

## Omaggi
- L'8 ottobre 2017 si è svolta una cerimonia di commemorazione all'Hollywood Forever Cemetery di Los Angeles, dove è stata esposta una statua in suo onore. All'evento hanno partecipato numerosi personaggi del mondo dello spettacolo che hanno lavorato al suo fianco, tra cui J. J. Abrams, Jennifer Lawrence e Zoe Saldana, la quale ha tenuto un discorso commemorativo.[11]

## Doppiatori italiani
Nelle versioni in italiano dei suoi film, Anton Yelchin è stato doppiato da:
- Flavio Aquilone in Alpha Dog, Cuori in Atlantide, A Time for Dancing, Terminator Salvation, Mr. Beaver, Fright Night - Il vampiro della porta accanto, Solo gli amanti sopravvivono, Il nemico invisibile, Sotterrando la mia ex
- Davide Perino in Criminal Minds, New York, I Love You, Star Trek, Into Darkness - Star Trek, Star Trek Beyond
- Alessio Puccio in Guardo, ci penso e nasco, Nella morsa del ragno - Along Came a Spider, Dalle 5 alle 7 - Due ore per l'amore, Amiche di sangue
- Stefano Brusa in Law & Order: Criminal Intent
- Guglielmo Poggi in Taken
- Alessio Nissolino in Huff
- Alessio Ward in Gioventù violata
- Fabrizio De Flaviis in Charlie Bartlett
- Mattia Bressan in Il luogo delle ombre
- Davide Albano in Ombre dal passato
- David Chevalier in Niente cambia, tutto cambia

Da doppiatore è sostituito da:
- Fabrizio Mazzotta ne I Puffi, I Puffi 2
- Flavio Aquilone in Trollhunters